# Dolphin (videogioco)
Dolphin è un videogioco dell'Activision pubblicato nel 1983 per Atari 2600, realizzato da Matthew Hubbard.
Il gioco è stato presentato al Consumer Electronics Show di Las Vegas nel gennaio del 1983. La scatola del gioco mostrata al CES non venne però usata quando il gioco uscì per la vendita.

## Modalità di gioco
Il giocatore muove un delfino inseguito da una piovra gigante, visto di profilo e con scorrimento orizzontale nei due sensi. Per sfuggire deve attraversare delle barriere di cavallucci marini, senza toccarle, altrimenti rallenterà e verrà raggiunto dalla piovra.
Dolphin è stato un gioco innovativo per i tempi, dato che il giocatore deve valutare gli effetti sonori del gioco, in questo caso il sonar del delfino, per capire in anticipo in che punto potrà passare attraverso la barriera. Un suono acuto indica una breccia vicino alla superficie dell'acqua; un suono più basso vicino al fondo marino. Ci sono anche suoni intermedi, per un totale di 5 varchi attraverso la barriera.
Ciclicamente appaiono un'onda e un gabbiano che vola sopra la superficie dell'acqua. Se il delfino lo tocca, potrà questa volta inseguire la piovra gigante per un tempo limitato a seconda del livello di difficoltà selezionato a inizio gioco. Se riesce a colpirla, acquisisce un bonus e il nuovo livello riparte con un'altra piovra.
L'onda invece se va nella stessa direzione del delfino, quest'ultimo acquisisce velocità allontanandosi maggiormente dalla piovra, se in senso contrario, lo rallenterà.
All'inizio del gioco si hanno a disposizione 4 delfini. Se ne perde uno ogni volta che la piovra gigante tocca il delfino. Ogni 20.000 punti si vince un delfino.
Al raggiungimento dei 300.000 punti, al posto del punteggio, appare la scritta "Amazing!" e il punteggio si ferma. In quegli anni, mandando una foto del televisore con questo messaggio all'Activision, si poteva ricevere la toppa ricamata che indicava l'entrata nella "Secret Society of Dolphins". Come dichiarato in una intervista a Digitpress, il limite dei 300.000 punti fu messo perché Matthew pensava fosse un punteggio irraggiungibile, ammettendo l'errore di una tale scelta.